# 수색비행장
수색비행장(水色飛行場, ICAO:RKRS)은 경기도 고양시에 있는 비행 훈련장이다.
대한민국 육군 항공대대가 비행장을 소유하며, 제반 운영권은 한국항공대학교가 보유, 관리중에 있다.
활주로의 측면으로 경의중앙선 한국항공대역이 위치하여 있으며, 반대편으로는 한국항공대학교 캠퍼스가 위치하여 있다.

## 같이 보기
- 대한민국 육군
- 한국항공대학교